# エア・インディア・エクスプレス1344便着陸失敗事故
エア・インディア・エクスプレス1344便着陸失敗事故（エア・インディア・エクスプレス1344びんちゃくりくしっぱいじこ）は、2020年8月7日にインドで発生した航空事故である。ドバイ国際空港からカリカット国際空港へ向かっていたエア・インディア・エクスプレス1344便が滑走路10への着陸時に滑走路をオーバーランし、30 - 35フィート (9.1 - 10.7 m)の高低差がある滑走路先の斜面を滑落した。事故により機長と副操縦士、乗客19人が死亡し、152人が負傷した。

## 飛行の詳細

### 事故機
事故機のボーイング737-8HG（VT-AXH）は製造番号36323、ライン番号2108として2006年に製造され、同年11月に初飛行を行っていた。同機の尾翼にはインド門が描かれており、INDIA GATEという愛称がつけられていた。

### 乗員乗客
1344便には10人の子供を含む乗客184人と、2人のパイロットを含む乗員6人が搭乗していた 。事故によりパイロット2人と乗客19人が死亡し、152人が負傷した。8月14日時点で92人が退院している。
機長は元インド空軍のテストパイロットの男性であった。ボーイング737での総飛行時間は10,000時間以上で、機長としては6,662時間の経験があった。また、カリカット国際空港への着陸経験は少なくとも27回あり、うち2020年では10回の経験があった。一方、副操縦士は機長の資格も持つ男性だった。

### カリカット国際空港

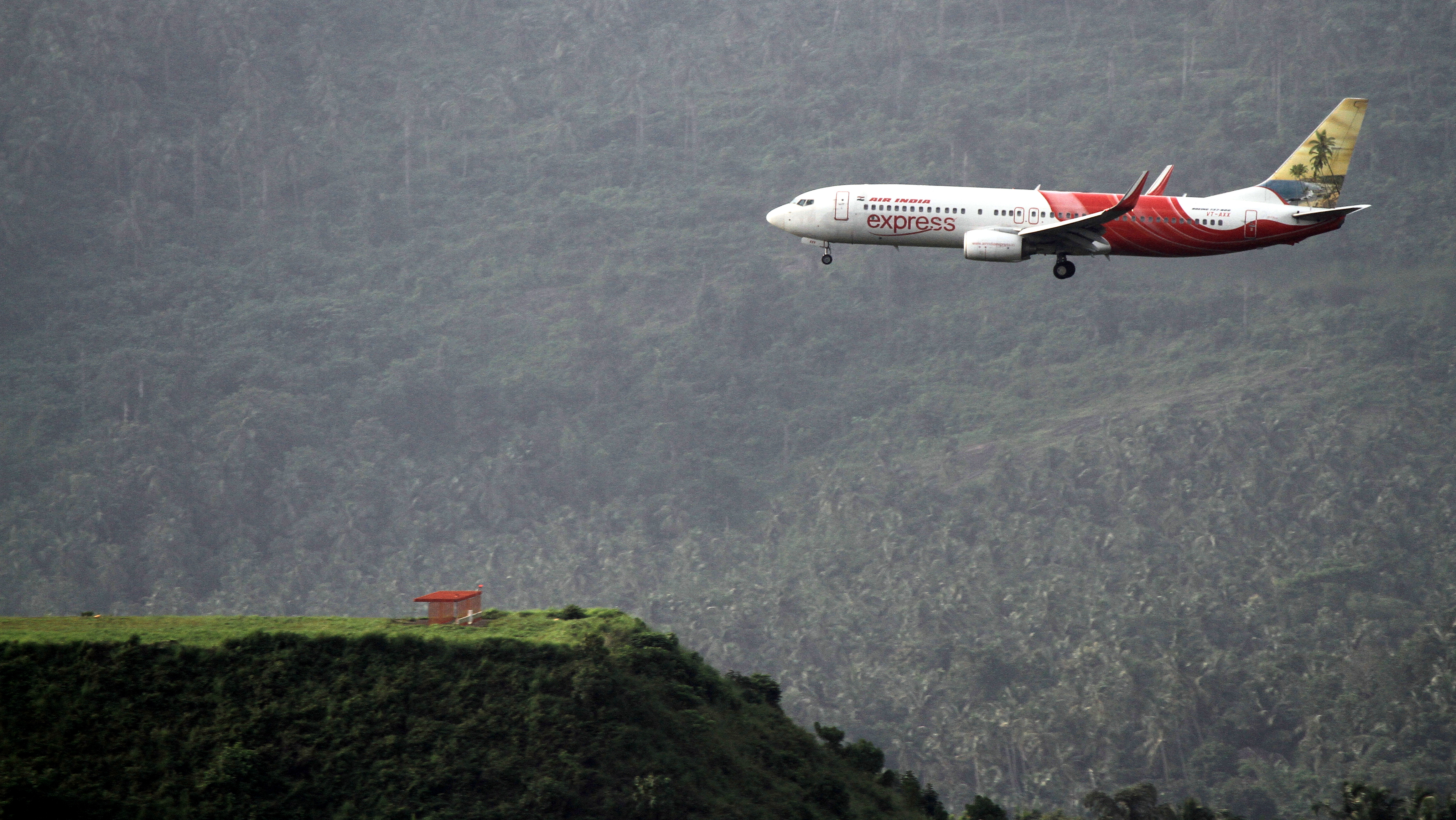
カリカット国際空港へ着陸するエア・インディア・エクスプレス機

カリカット国際空港は、インドのケララ州コーリコードの空港で、2011年の民間航空総局のデータでは国内で最も危険な空港の1つと分類されていた。そのため、カリカット国際空港は「クリティカル・エアフィールド」に指定されており、離着陸を必ず機長が行わなければならないという制限が付けられていた。
民間航空省の安全諮問委員会のメンバーであるMohan Ranganathan機長はカリカット国際空港を「安全ではない」と評価し、雨天時の使用を取り止めることを推奨した。また、同空港の滑走路がテーブルトップ滑走路であることと、滑走路安全区域（RESA）が不十分であることを指摘した。RESAの推奨距離は240mだが、カリカット国際空港では90mの長さしかなかった。
2019年7月、民間航空総局はカリカット国際空港に複数の問題があることを確認し、改善を求めた。この問題には滑走路上の亀裂、ゴムの細かい破片の堆積、水捌けの悪さなどが含まれていた。これを受けて多くの航空会社はカリカット国際空港への大型機運航を取り止めていた。

## 事故の経緯
UTC10時15分、1344便はドバイ国際空港の滑走路30Rを離陸した。同機はアラブ首長国連邦在留のインド国民を国内へ避難させるヴァンデバーラト作戦（Vande Bharat Mission）の一環として運航されており、14時10分にカリカット国際空港へ到着する予定だった。
1344便はほぼ定刻通りにカリカットまで飛行した。しかし追い風のため滑走路28への進入は2度中止された。モンスーンと大雨により視程は2,000mまで低下していた。滑走路28への進入では滑走路を視認できなかったため、パイロットは滑走路10への着陸を要求し、管制官はこれを承認した。1344便は9,380フィート (2,860 m)の滑走路のおよそ3,300フィート (1,000 m)地点に着陸した。ボーイング737-800の着陸時の速度は通常130 - 150ノット (240 - 280 km/h)であるが、1344便は高度450フィート (140 m)の時点で176ノット (326 km/h)の速度が出ていた。機体は滑走路内で停止せず、30 - 35フィート (9.1 - 10.7 m)の高低差がある斜面を滑落し、機体は分解した。事故後に火災は発生しなかった。一部ではパイロットがオーバーランする前にエンジンを停止させたと報道されている。

## 事故調査
民間航空総局（DGCA）と航空機事故調査局（AAIB）が事故調査を開始した。コックピットボイスレコーダーとフライトデータレコーダーは事故の翌日にどちらも回収され、分析のためデリーに送られた。また、製造元のボーイングが機体に欠陥がなかったか調査するために現地にチームを派遣すると見られている。AAIBは空港当局や管制官、救助隊などの支援を受けて調査を行っている。調査から事故当時、滑走路に水たまりがあった可能性が判明した。8月13日、AAIBは新たに別の調査チームを設立した。チームはボーイング737NGシリーズの元検査官であるS.S. チャハールを含む5人で構成される。
初期調査から、事故当時に9ノット (17 km/h)の追い風が吹いていたと判明した。1344便は高度450フィート (140 m)を176ノット (326 km/h)で飛行しており、これは悪天候下での最終進入として理想的な速度ではなかった。スロットルは最大出力位置にあり、スポイラーは格納された状態だった。この事から、パイロットが着陸復航を試みていた可能性が示唆された。事故原因として追い風やゴムの細かい破片の堆積などがブレーキ性能に影響を与えた可能性が考えられている。8月8日、民間航空大臣のハルディープ・シン・プリは事故当時、機体にはダイバートに必要な燃料は残っていたと述べた。DGCAのアルン・クマールは事故原因がパイロットエラーである可能性を指摘した。
また、2010年に発生したエア・インディア・エクスプレス812便墜落事故との類似性が指摘されている。
2021年9月11日、AAIBは事故の最終報告書を発行した。報告書では副操縦士が着陸復航を求めたにもかかわらず、機長が不安定な状態で着陸を行ったことが事故原因として挙げられた。この他、複数のことが事故の要因としてあげられた。

## 余波

### 救助活動
地元住民や警察と消防が現場に急行し、救助活動を行った。救助活動には中央産業治安部隊や緊急対応部隊なども加わった。生存者は3時間以内に全員救助され、負傷者はコジコードの複数の病院に搬送された。内務大臣のアミット・シャーは国家災害対応部隊を現場に急行させ、救助活動を支援するよう指示した。コーチン、ムンバイ、デリーからインシデント対応チームとGoチームが現場に派遣され、エア・インディア・エクスプレスからも特別チームが派遣された。

### COVID-19への感染
生存者のうち2人が病院への搬送後、新型コロナウイルスに感染していると判明した。保健大臣は他の乗客などの検疫を行うよう要請した。事故の1週間後、救助活動に当たった警察官24人が陽性と診断された。